# Sommet de Malte
 (juin 2025).
Si vous disposez d'ouvrages ou d'articles de référence ou si vous connaissez des sites web de qualité traitant du thème abordé ici, merci de compléter l'article en donnant les références utiles à sa vérifiabilité et en les liant à la section « Notes et références ».

Repas des délégations soviétiques et américaines menées par le président américain George H. W. Bush et le dirigeant soviétique Mikhaïl Gorbatchev.

Le sommet de Malte est une réunion entre le président américain George H. W. Bush et le dirigeant soviétique Mikhaïl Gorbatchev qui a eu lieu les 2 et 3 décembre 1989, quelques semaines après la chute du mur de Berlin. Pendant ce sommet, Bush et Gorbatchev déclarent mettre fin à la guerre froide.
Aucun document n'a été signé lors du Sommet de Malte. Son but principal était de fournir aux deux superpuissances, les États-Unis et l'Union soviétique, l'occasion d'échanger des points de vue et d'apprécier les changements rapides qui venaient d'avoir lieu en Europe avec la chute du rideau de fer. Ce sommet marque la fin officielle de la guerre froide et des tensions dans les relations Est-Ouest. Le sommet de Malte de 1989, a marqué un renversement de la plupart des décisions prises en 1945 lors de la conférence de Yalta.
Les réunions ont eu lieu à bord du navire de croisière soviétique SS Maxim Gorki et le croiseur américain USS Belknap (CG-26). Les bateaux et leurs flottes d’accompagnement et de protection étaient ancrées dans la baie de Marsaxlokk et au large de l'île de Malte. Les tempêtes d'hiver qui règnent en mer Méditerranée à cette époque ont obligé à reporter ou même annuler certaines rencontres. Les journalistes surnommèrent cette rencontre Seasick Summit (sommet du mal de mer).
Le choix d'une rencontre en mer a été inspiré au président Bush par la fascination qu'il avait des rencontres du président Franklin D. Roosevelt avec des dirigeants étrangers à bord de navires de guerre pendant la Seconde Guerre mondiale. Le choix de Malte comme lieu de réunion a fait l'objet de longues tractations entre les deux superpuissances avant que le choix se porte sur Malte, lieu hautement symbolique. L'archipel maltais était considéré pendant la Seconde Guerre mondiale par les Britanniques comme un porte-avions stratégiquement situé au centre géographique de la Méditerranée, entre Est et Ouest, entre Nord et Sud. De plus Malte avait déclaré sa neutralité entre les deux superpuissances en 1980, à la suite de la fermeture des bases militaires britanniques et le centre régional de l'Otan (CINCAFMED).
Un monument, sur la côte entre la ville de Birżebbuġa et le Malta Freeport, commémore l'évènement.

## Sources
- Le verbatim du face à face Bush-Gorbatchev